# La madrastra (serie de televisión)
La madrastra es una serie de televisión melodramática mexicana producida por Carmen Armendáriz para TelevisaUnivision, siendo de esta la quinta entrega de la franquicia Fábrica de sueños en el 2022. La serie es un reinicio de la historia homónima de 2005 escrita por Liliana Abud, basada en la historia original chilena creada por Arturo Moya Grau y para esta ocasión siendo adaptada por Gabriela Ortigoza. Se estrenó a través de Las Estrellas el 15 de agosto de 2022 en sustitución de Mujer de nadie y finalizó el 21 de octubre del mismo año siendo reemplazado por Cabo.
Está protagonizada por Aracely Arámbula y Andrés Palacios, junto con Marisol del Olmo, Cecilia Gabriela, Martha Julia, Marco Treviño, Juan Martín Jáuregui, José Elías Moreno, Denia Agalianou y Adrián Di Monte en los roles antagónicos.

## Trama
Injustamente acusada en el extranjero por un crimen por el que es inocente y se le incrimina, Marcia Cisneros (Aracely Arámbula) es sentenciada a 35 años de cárcel. Esteban Lombardo (Andrés Palacios), su esposo, no solo la culpa por el asesinato de Nicolás Escalante (Gabriel Soto) sino por tratarse de ser una mujer infiel que intentó incubrir su infidelidad borrando del mapa a su amante, por lo cual, decide abandonarla y tramita el divorcio.
Con una seguridad y con la frente en alto, Marcia demostrará su inocencia, poniendo entre la lupa a los amigos de su exmarido para dar con el verdadero homicida, por lo que decide estudiar leyes durante su condena para reabrir el caso.
Una vez llegando a México, Lucrecía (Marisol del Olmo), la hermana de Esteban y junto con el, colocan el retrato de una mujer desconocida para hacerles creer a Hugo (David Caro Levy) y Lucía (Ana Tena) —los hijos de Esteban y Marcia—, que su madre murió en un accidente y crecen creyendo que en ese cuadro esta retratada una mujer llena de virtudes.
Veinte años después un abogado logra que Marcia pueda salir de la cárcel por buena conducta, por lo que Marcia, regresa con la frente en alto a recuperar a sus hijos y limpiar su nombre, para esto, cita a todos los sospechosos a una cena y después que hace su presentación, ahora bajo la identidad de Marisa Jones, se sorprenden de su regreso, por lo que el nombre le dará oportunidad para ganarse a sus hijos y averiguar a todos los sospechosos. Una vez hecho su aparición, Marcia, con la ayuda del amor que Esteban siente todavía por ella, le ordena terminar con su prometida para casarse con ella, convirtiéndose de esta forma en La madrastra de sus propios hijos.

## Reparto
Se publicó una lista del reparto confirmado el 15 de marzo de 2022, a través de la página web oficial de la sala de prensa de TelevisaUnivision.

### Principales
- Aracely Arámbula como Marcia Cisneros Díaz de Lombardo / Marisa Jones
- Andrés Palacios como Esteban Lombardo Fuentes
- Marisol del Olmo como Lucrecia Lombardo Fuentes
- Juan Carlos Barreto como el Padre José Jaramillo
- Martha Julia como Florencia Linares de Tejada
- Marco Treviño como Donato Rivas
- Cecilia Gabriela como Emilia Zetina de Rivas
- Juan Martín Jáuregui como Bruno Tejada
- Isadora González como Inés Lombardo Fuentes
- Denia Agalianou como Paula Ferrer Zetina
- Eduardo España como Rufino «La Tortuga» González
- Montserrat Marañón como Cándida García de Núñez
- Ricardo Fastlicht como Francisco «Pancho» Núñez
- Epy Vélez como Violeta Prado
- Carmen Muga como Alba Bermejo
- Adrián Di Monte como Álvaro González
- Iker Madrid como La Condesa
- Alberto Pavón como Iñaki Arnella
- David Caro Levy como Hugo Lombardo Cisneros
- Ana Tena como Lucía Lombardo Cisneros
- Emiliano González como Rafael Tejada Lombardo
- Julia Urbini como Celia Núñez García
- Sebastián Fouilloux como Omar Escalante Macías
- Christopher Valencia como Pablo Núñez García
- José Elías Moreno como Santino González

### Recurrentes e invitados especiales
- Gabriel Soto como Nicolás Escalante[14]
- Vilma Sotomayor como Rebeca Macías de Escalante
- Pedro Prieto como Antonio Gil
- Palmeira Cruz como Betina Mena
- Diego Soldano como Gaspar Iglesias
- Carmen Delgado como Teniente Acuña
- Karla Gaytán cómo Jimena Gil

## Producción
A mediados de octubre de 2018, se anunció que la producción forma parte de la franquicia y antología Fábrica de sueños. La serie fue presentada en el marco del up-front de TelevisaUnivision para la temporada en televisión 2022-23, con Aracely Arámbula y Andrés Palacios como parte del anuncio. La producción de la serie inició rodaje en foro el 6 de junio de 2022, mientras que en exteriores el 13 del mismo mes, en una locación de la Ciudad de México. El guion de la serie está a cargo de la escritora Gabriela Ortigoza, con 50 episodios escritos para producirse. Los rodajes de la serie están divididos para realizarse en 50% en foro y el restante en exteriores.

## Audiencias
| Temporada | Horario (CT)                     | Episodios | Primera emisión      | Primera emisión      | Última emisión        | Última emisión       | Prom. de espectadores (millones) |
| Temporada | Horario (CT)                     | Episodios | Fecha                | Audiencia (millones) | Fecha                 | Audiencia (millones) | Prom. de espectadores (millones) |
| --------- | -------------------------------- | --------- | -------------------- | -------------------- | --------------------- | -------------------- | -------------------------------- |
| 1         | Lunes a viernes 21:30 - 22:30 h. | 50        | 15 de agosto de 2022 | 3.1                  | 21 de octubre de 2022 | 3.8                  | 3.1                              |

## Episodios
| N.º | Título                                     | Fecha de emisión original | Audiencia (millones) |
| --- | ------------------------------------------ | ------------------------- | -------------------- |
| 1   | «Asesinato a sangre fría»                  | 15 de agosto de 2022      | 3.1                  |
| 2   | «Todo el derecho de volver a amar»         | 16 de agosto de 2022      | 3.4                  |
| 3   | «Para tus hijos estás muerta»              | 17 de agosto de 2022      | 3.5                  |
| 4   | «Esta farsa se acaba hoy mismo»            | 18 de agosto de 2022      | 3.1                  |
| 5   | «Lo que por derecho me pertenece»          | 19 de agosto de 2022      | 3.1                  |
| 6   | «Renunciar a mi derecho de madre»          | 22 de agosto de 2022      | 3.1                  |
| 7   | «Me enterraste en vida»                    | 23 de agosto de 2022      | 3.0                  |
| 8   | «Voy a acabar con esa boda»                | 24 de agosto de 2022      | 3.0                  |
| 9   | «Un peligro mayor»                         | 25 de agosto de 2022      | 3.0                  |
| 10  | «Quítate la máscara de hombre honesto»     | 26 de agosto de 2022      | 3.0                  |
| 11  | «Te quiero lejos de mis hijos»             | 29 de agosto de 2022      | 3.0                  |
| 12  | «Una parvada de cuervos»                   | 30 de agosto de 2022      | 2.9                  |
| 13  | «En donde hubo fuego...»                   | 31 de agosto de 2022      | 3.1                  |
| 14  | «Me está llevando al límite»               | 1 de septiembre de 2022   | 3.3                  |
| 15  | «Lo voy a arriesgar todo»                  | 2 de septiembre de 2022   | 2.9                  |
| 16  | «No queremos una madrastra»                | 5 de septiembre de 2022   | 2.9                  |
| 17  | «Tu nueva novia solo busca banco»          | 6 de septiembre de 2022   | 2.9                  |
| 18  | «Bienvenida al infierno»                   | 7 de septiembre de 2022   | 3.1                  |
| 19  | «Me condené a la soledad»                  | 8 de septiembre de 2022   | 2.9                  |
| 20  | «Este matrimonio es una farsa»             | 9 de septiembre de 2022   | 2.8                  |
| 21  | «Vivir con víboras»                        | 12 de septiembre de 2022  | 3.1                  |
| 22  | «Trucos baratos»                           | 13 de septiembre de 2022  | 3.0                  |
| 23  | «Daría todo por un abrazo»                 | 14 de septiembre de 2022  | 2.9                  |
| 24  | «Como mande la señora»                     | 15 de septiembre de 2022  | 2.2                  |
| 25  | «Pagar el precio»                          | 16 de septiembre de 2022  | 2.6                  |
| 26  | «Montar un teatrito»                       | 19 de septiembre de 2022  | 3.1                  |
| 27  | «Nada es imposible»                        | 20 de septiembre de 2022  | 2.9                  |
| 28  | «Una oportunidad para que triunfe el amor» | 21 de septiembre de 2022  | 2.8                  |
| 29  | «Sacar las uñas»                           | 22 de septiembre de 2022  | 3.1                  |
| 30  | «Date permiso de amar»                     | 23 de septiembre de 2022  | 2.9                  |
| 31  | «No merece tu perdón»                      | 26 de septiembre de 2022  | 2.8                  |
| 32  | «Muy pronto volverás a mí»                 | 27 de septiembre de 2022  | 3.3                  |
| 33  | «Jamás voy a recuperar a mis hijos»        | 28 de septiembre de 2022  | 3.0                  |
| 34  | «Me temo lo peor»                          | 29 de septiembre de 2022  | 3.2                  |
| 35  | «¡Ayúdenme!»                               | 30 de septiembre de 2022  | 2.8                  |
| 36  | «Alguien quiere eliminarte»                | 3 de octubre de 2022      | 3.2                  |
| 37  | «Tiempo al tiempo»                         | 4 de octubre de 2022      | 3.3                  |
| 38  | «Estoy convencida que es una mujer»        | 5 de octubre de 2022      | 3.3                  |
| 39  | «Mi mayor desilusión»                      | 6 de octubre de 2022      | 3.1                  |
| 40  | «Tu futuro depende de una palabra mía»     | 7 de octubre de 2022      | 2.8                  |
| 41  | «Rodeado de buitres»                       | 10 de octubre de 2022     | 3.5                  |
| 42  | «Sé lo que hiciste»                        | 11 de octubre de 2022     | 3.3                  |
| 43  | «¿No tienes corazón?»                      | 12 de octubre de 2022     | 3.6                  |
| 44  | «Me las van a pagar»                       | 13 de octubre de 2022     | 3.4                  |
| 45  | «Algo más fuerte que el amor»              | 14 de octubre de 2022     | 3.2                  |
| 46  | «Me voy feliz»                             | 17 de octubre de 2022     | 3.4                  |
| 47  | «Implorando perdón»                        | 18 de octubre de 2022     | 3.6                  |
| 48  | «Solo una carta por jugar»                 | 19 de octubre de 2022     | 3.3                  |
| 49  | «¿Es usted nuestra madre?»                 | 20 de octubre de 2022     | 3.2                  |
| 50  | «Sí existe la justicia divina»             | 21 de octubre de 2022     | 3.8                  |

## Premios y nominaciones

### TV Adicto Golden Awards 2022
| Categoría               | Nominados                                                                                 | Resultado |
| ----------------------- | ----------------------------------------------------------------------------------------- | --------- |
| Mejor estrella femenina | Aracely Arámbula                                                                          | Ganador   |
| Mejor adaptación        | Rosa Salazar Arenas, Ricardo Tejeda, Fermín Zúñiga, Anthony Martínez y Juan Carlos Tejeda | Ganadores |